# Tom'-Čumyš
Il Tom'-Čumyš (in russo Томь-Чумыш?) è un fiume della Russia siberiana occidentale, ramo sorgentifero di destra del Čumyš (bacino idrografico dell'Ob'). Scorre nei rajon  Novokuzneckij e Prokop'evskij dell'Oblast' di Kemerovo.
Il fiume scende dalle alture di Salair e fondendosi con il Kara-Čumyš dà origine al fiume Čumyš. Scorre in direzione sud-orientale a ovest della città di Prokop'evsk, lungo il confine sud-occidentale dell'oblast'. La lunghezza del fiume è di 110 km, il bacino imbrifero è di 526 km².